# Soltanimoskee
De Soltanimoskee van Borujerd is een grote moskee in het centrum van Borujerd, in de West-Iraanse provincie Lorestan.
Het gebouw werd gebouwd in de Kadjarenperiode, boven op de ruïnes van een oude moskee, die waarschijnlijk gebouwd was in de 10e eeuw. Soltani betekent verbonden met de sultan, wat verwijst naar Fath'Ali Kadjar, die de opdracht gaf deze moskee te herbouwen.
De stenen inscriptie op het oppervlak van de westelijke portico toont de datum 1248 AH (AD 1832-1833), en op de houten deuropening aan de Ja'fari-laan is de datum 1291 AH (AD 1874-1875) te zien.